# Neoxyphinus ogloblini
Neoxyphinus ogloblini is een spinnensoort in de taxonomische indeling van de Dwergcelspinnen (Oonopidae).
Het dier behoort tot het geslacht Neoxyphinus. De wetenschappelijke naam van de soort werd voor het eerst geldig gepubliceerd in 1953 door Birabén.